# 秋田大麻哈魚
秋田大麻哈魚（学名：Oncorhynchus kawamurae），又稱國鱒（kunimasu）或黑扩卡尼鲑（英語：black kokanee），為麻哈魚屬的一個種，為溫帶淡水魚，分布亞洲日本秋田縣田澤湖流域，深度38-180公尺，體長可達23.3公分，棲息在底中層水域，以底棲無脊椎動物為食，生活習性不明。原本認為在1940年已經滅絕，但在2011年初山梨縣富士河口町的西湖發現此物種存在，經人工授精成功孵化復育中。

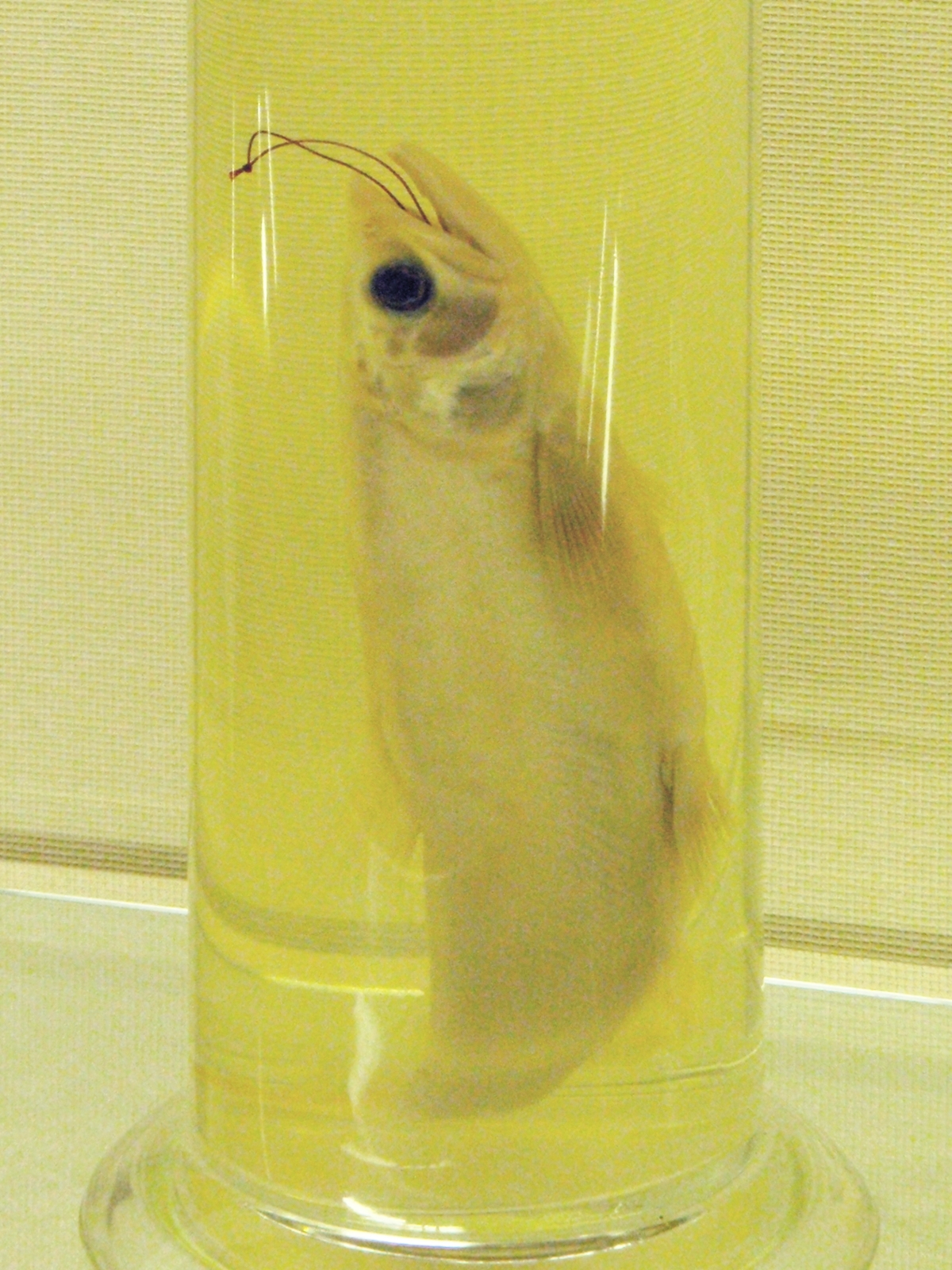
國鱒標本